# Виолета (певица)
Виолета Първанова, по-известна само като Виолета, е българска попфолк певица.

## Биография и творчество
Първоначално е изпълнител в музикалната компания на композитора Стефан Статев „Атлатик мюзик“, но впоследствие става част от „Диапазон Рекърдс“. През 2008 г. издава дебютния си и единствен албум „Зона за любов“, кръстен на едноименната песен, която си остава най-големият ѝ хит. През 2009 г. прекратява кариерата си, след като се жени за Николай Петров Първанов-Ники Китаеца.

## Дискография
- Зона за любов (2008)

## Видеоклипове
| Видеоклип         | Премиера | Албум         |
| ----------------- | -------- | ------------- |
| Ще си отидеш      | 2005     | –             |
| Сега или никога   | 2005     | Зона за любов |
| Щастливо свързани | 2006     | Зона за любов |
| Ще те заболи      | 2006     | Зона за любов |
| Зона за любов     | 2007     | Зона за любов |
| Baby              | 2007     | Зона за любов |
| Сърцето ми вземи  | 2008     | Зона за любов |
| Сладки неща       | 2009     | –             |
| Как се прави      | 2009     | –             |